# Veganuary
Veganuary es un reto anual organizado por una organización sin ánimo de lucro del Reino Unido que promueve y educa sobre el veganismo animando a la gente a seguir un estilo de vida vegano durante el mes de enero. Desde que el evento comenzó en 2014, la participación ha aumentado cada año. 400.000 personas se apuntaron a la campaña 2020. La campaña estimaba que esto representaba el equivalente en dióxido de carbono de 450.000 vuelos y la vida de más de un millón de animales. Veganuary también puede referirse al evento en sí mismo.

## Historia
Fundado por Jane Land y Matthew Glover, el primer evento fue durante enero de 2014. En 2015, el proyecto registró 12.800 inscripciones. A partir de ahí, las inscripciones crecieron hasta 513.663 en 2021.
El nombre "Veganuary" es un acrónimo de "vegano" + "enero" (en inglés). La primera parte del compuesto se pronuncia /ˈviːɡən-/ o /viːˈɡæn-/, mientras que la parte -uary está sujeta al mismo tipo de variación que en el caso de la misma palabra "enero", por tanto /ˈviːɡən.juɛri/ , /viːˈɡæn.jʊəri/, etc.
En 2023, It'll Never Catch On: The Veganuary Story, un documental sobre el evento, contó con los veganos Kellie Bright, Jane Fallon, Jasmine Harman, Evanna Lynch, Chris Packham y Benjamin Zephaniah y los chefs veganos Henry Firth e Ian Threasby. Debutó en la Plant Based World Expo (Exposición Mundial basada en plantas) de noviembre de 2023.

## Programa
Veganuary es una campaña de micromecenazgo para lanzar un reto cada enero para promover comida vegana durante el mes.
Los participantes se inscriben online y reciben un "kit de inicio" que se puede descargar y correos electrónicos diarios de asistencia. Se les ofrece un "kit de inicio vegano" en línea con guías de restaurantes, directorios de productos y una base de datos de recetas. Se recomienda a los participantes que compartan imágenes y recetas en las redes sociales, que según la académica Alexa Weik von Mossner crea un sentido de comunidad y comunica el mensaje de que el veganismo es fácil y divertido.

## Recepción
Gentleman's Quarterly señaló que "es una manera inteligente de introducir una nueva forma de pensar en nutrición en una época del año en que nuestra mente está configurada para explorar maneras de mejorarnos".
Se culpó a Veganuary de una caída en enero de 2019 en los recibos de los pubs del Reino Unido.
Von Mossner señala que se pueden hacer críticas por el hecho de que Veganuary utiliza "imágenes con animales de aspecto feliz y cara de bebé, a la vez que minimiza (aunque no omite completamente) la horrible verdad sobre las vidas y muertes de los animales reales que no sin embargo, se sacrifican cada día para el consumo humano". Otro punto de crítica puede ser "el énfasis estricto de la campaña en la comida más que en otros aspectos del estilo de vida vegano y la visión del mundo".
Tobias Leenaert postuló que la popularidad de la campaña puede deberse en parte a la decisión de los organizadores de promover "probar" el veganismo durante un período determinado en lugar de "hacerse vegano", que permite a los participantes decidir no continuar con una dieta totalmente vegana sin sentirse como si hubieran fracasado. Von Mossner está de acuerdo y señala el tono "alegre" y generalmente positivo de los materiales promocionales, que incluyen animales atractivos y "llamados frecuentemente" con subtítulos como: "Salva al pequeño Eric". —Trata de ser vegano este enero» en lugar de imágenes de maltrato animal.

## Impacto
Las empresas de alimentación y los restaurantes del Reino Unido han introducido nuevos productos veganos en enero coincidiendo con Veganuary. Se ha visto que los supermercados del Reino Unido, incluido Tesco, publican anuncios que anuncian Veganuary.
La gente estadounidense ahora es partícipe del reto. En 2019, The Washington Post informó que "el 46 por ciento de la gente se registró por motivos de salud, con un 34 por ciento citando el maltrato animal y sólo un 12 por ciento por problemas climáticos." En 2020, The Houston Chronicle informó de que "Texas era el estado con las segundas inscripciones más altas en Estados Unidos." En 2021, The Maine Sunday Telegram informó de que "La participación anual sigue siendo mayor en Gran Bretaña, pero se está extendiendo lentamente en Estados Unidos, junto con muchos otros países como México, Argentina, Alemania y Suecia."
En 2022, Veganuary publicó una pelea de 40 cartas inspiradoras llamada The Vegan Kit (en español "El kit vegano").
Desde 2024, los embajadores de Veganuary incluyen a Billie Eilish, Paul McCartney y Joaquin Phoenix.
2024 fue el primer año que Veganuary lanzó su campaña en España. Este año Veganuary en ese país contó con el apoyo de las celebridades españolas  Dani Rovira, Clara Lago, Elisabeth Larena, Núria Gago, Nathalie Poza y David Pareja.

## Participantes
La participación en Veganuary se ha vuelto cada vez más popular y el número de personas que se inscriben aumenta cada año:
- 2014 – 3.300 personas[22]
- 2015 – 12.800 personas[5]
- 2016 – 23.000 personas[5]
- 2017 – 50.000 personas[23]
- 2018 – 168.000 personas[24]
- 2019 – 250.000 personas[25]
- 2020 – 400.000 personas[26]
- 2021 – 582.538 personas[27]
- 2022 – 629.000 personas[28]
- 2023 – 706.965 personas[29]
- 2024 – Más de 1.800.000 personas[30]